# Atomic - The Very Best of Blondie
Atomic - The Very Best of Blondie è un album di raccolta del gruppo musicale statunitense Blondie, pubblicato nel 1998. Il secondo dei due dischi è costituito da remix.

## Tracce

### Disco 1 -Atomic: The Very Best of Blondie
1. Atomic – 3:50 (Jimmy Destri, Debbie Harry)
2. Heart of Glass (7" mix) – 4:11 (D. Harry, Chris Stein)
3. Sunday Girl – 3:15 (C. Stein)
4. Call Me – 3:32 (D. Harry, Giorgio Moroder)
5. The Tide Is High (7" edit) – 3:52 (John Holt)
6. Denis – 2:18 (Neil Levenson)
7. Dreaming – 3:06 (D. Harry, C. Stein)
8. Rapture (7" mix) – 4:59 (D. Harry, C. Stein)
9. Hanging on the Telephone – 2:22 (Jack Lee)
10. (I'm Always Touched By Your) Presence, Dear – 2:42 (Gary Valentine)
11. Island of Lost Souls (7" edit) – 3:50 (D. Harry, C. Stein)
12. Picture This – 2:57 (J. Destri, D. Harry, C. Stein)
13. Union City Blue – 3:22 (Nigel Harrison, D. Harry)
14. War Child – 4:00 (N. Harrison, D. Harry)
15. Rip Her to Shreds – 3:21 (D. Harry, C. Stein)
16. One Way or Another – 3:28 (N. Harrison, D. Harry)
17. X Offender – 3:10 (D. Harry, G. Valentine)
18. I'm Gonna Love You Too – 2:07 (Joe B. Mauldin, Niki Sullivan, Norman Petty)
19. Fade Away and Radiate – 3:59 (C. Stein)
20. Atomic '98 (Xenomania Mix) – 4:33 (J. Destri, D. Harry)
21. Atomic '98 (Tall Paul Mix) – 8:43 (J. Destri, D. Harry)

### Disco 2 -Atomix: The Very Best of Blondie Remixed
1. Atomic (Diddy's 12" Mix) – 6:51
2. Dreaming (Utah Saints Mix) – 6:21
3. Denis (Danny D Remix) – 5:23
4. Call Me (Original 12" Version) – 8:04
5. Heart of Glass (Original 12" Instrumental) – 5:14
6. Rapture (US Disco Version) – 7:13
7. War Child (12" Version) – 8:01
8. Atomic '98 (Dana Intellectual Mix)/Sunday Girl (French Version) (traccia fantasma) – 10:50

## Classifiche
| Paese         | Posizione più alta |
| ------------- | ------------------ |
| Nuova Zelanda | 18                 |
| Paesi Bassi   | 48                 |
| Regno Unito   | 12                 |